# Anthony Sauthier
Anthony Sauthier (Genf, 1991. február 5. –) svájci korosztályos válogatott labdarúgó, az Yverdon-Sport hátvédje.

## Pályafutása

### Klubcsapatokban
Anthony Sauthier a svájci Genf városában született. Az ifjúsági pályafutását a helyi Servette akadémiájánál kezdte. 
2009-ben mutatkozott be a Sion felnőtt csapatában, ahol összesen 68 mérkőzésen lépett pályára és egy gólt szerzett. 2013-ban visszatért a másodosztályban szereplő Servette együtteséhez. A 2018–19-es szezonban 33 mérkőzésen elért 2 góljával is hozzájárult a klub első osztályba való feljutásában.
2022. január 12-én féléves kölcsönszerződést kötött az Yverdon-Sport csapatával. Először január 28-án, a Stade Lausanne Ouchy ellen 0–0-ás döntetlennel zárult mérkőzésen lépett pályára. A lehetőséggel élve, a 2022–23-as szezon kezdete előtt az Yverdon-Sporthoz igazolt.

### A válogatottban
Sauthier az U17-es korosztálytól egészen az U20-as válogatottig képviseltette Svájcot.

## Statisztikák
2023. május 27. szerint

| Klub                       | Szezon   | Osztály            | Bajnokság | Bajnokság | Kupa  | Kupa | Nemzetközi | Nemzetközi | Összesen | Összesen |
| Klub                       | Szezon   | Osztály            | Meccs     | Gól       | Meccs | Gól  | Meccs      | Gól        | Meccs    | Gól      |
| -------------------------- | -------- | ------------------ | --------- | --------- | ----- | ---- | ---------- | ---------- | -------- | -------- |
| Sion                       | 2009–10  | Super League       | 15        | 0         | 0     | 0    | —          | —          | 15       | 0        |
| Sion                       | 2010–11  | Super League       | 28        | 1         | 2     | 1    | —          | —          | 30       | 2        |
| Sion                       | 2011–12  | Super League       | 11        | 0         | 2     | 0    | —          | —          | 13       | 0        |
| Sion                       | 2012–13  | Super League       | 14        | 0         | 2     | 0    | —          | —          | 16       | 0        |
| Sion                       | Összesen | Összesen           | 68        | 1         | 6     | 1    | 0          | 0          | 74       | 2        |
| Servette                   | 2013–14  | Challenge League   | 13        | 1         | 0     | 0    | —          | —          | 13       | 1        |
| Servette                   | 2014–15  | Challenge League   | 34        | 3         | 0     | 0    | —          | —          | 34       | 3        |
| Servette                   | 2016–17  | Challenge League   | 34        | 3         | 0     | 0    | —          | —          | 34       | 3        |
| Servette                   | 2017–18  | Challenge League   | 27        | 3         | 0     | 0    | —          | —          | 27       | 3        |
| Servette                   | 2018–19  | Challenge League   | 33        | 2         | 0     | 0    | —          | —          | 33       | 2        |
| Servette                   | 2019–20  | Swiss Super League | 30        | 0         | 1     | 0    | —          | —          | 31       | 0        |
| Servette                   | 2020–21  | Swiss Super League | 31        | 0         | 3     | 0    | 2          | 0          | 36       | 0        |
| Servette                   | 2021–22  | Swiss Super League | 12        | 1         | 1     | 0    | 1          | 0          | 14       | 1        |
| Servette                   | Összesen | Összesen           | 214       | 13        | 5     | 0    | 3          | 0          | 222      | 13       |
| Yverdon-Sport (kölcsönben) | 2021–22  | Challenge League   | 15        | 0         | 2     | 0    | 0          | 0          | 17       | 0        |
| Yverdon-Sport              | 2022–23  | Challenge League   | 33        | 2         | 1     | 0    | 0          | 0          | 34       | 2        |
| Yverdon-Sport              | Összesen | Összesen           | 48        | 2         | 3     | 0    | 0          | 0          | 51       | 2        |
| Összesen                   | Összesen | Összesen           | 330       | 16        | 14    | 1    | 3          | 0          | 347      | 17       |

## Sikerei, díjai
Sion
- Svájci Kupa
  - Győztes (1): 2010–11

Servette
- Challenge League
  - Feljutó (1): 2018–19

Lausanne-Sport
- Challenge League
  - Feljutó (1): 2022–23